# Ronciglione
Ronciglione (Ronció in dialetto locale) è un comune italiano di 8 412 abitanti della provincia di Viterbo nel Lazio.

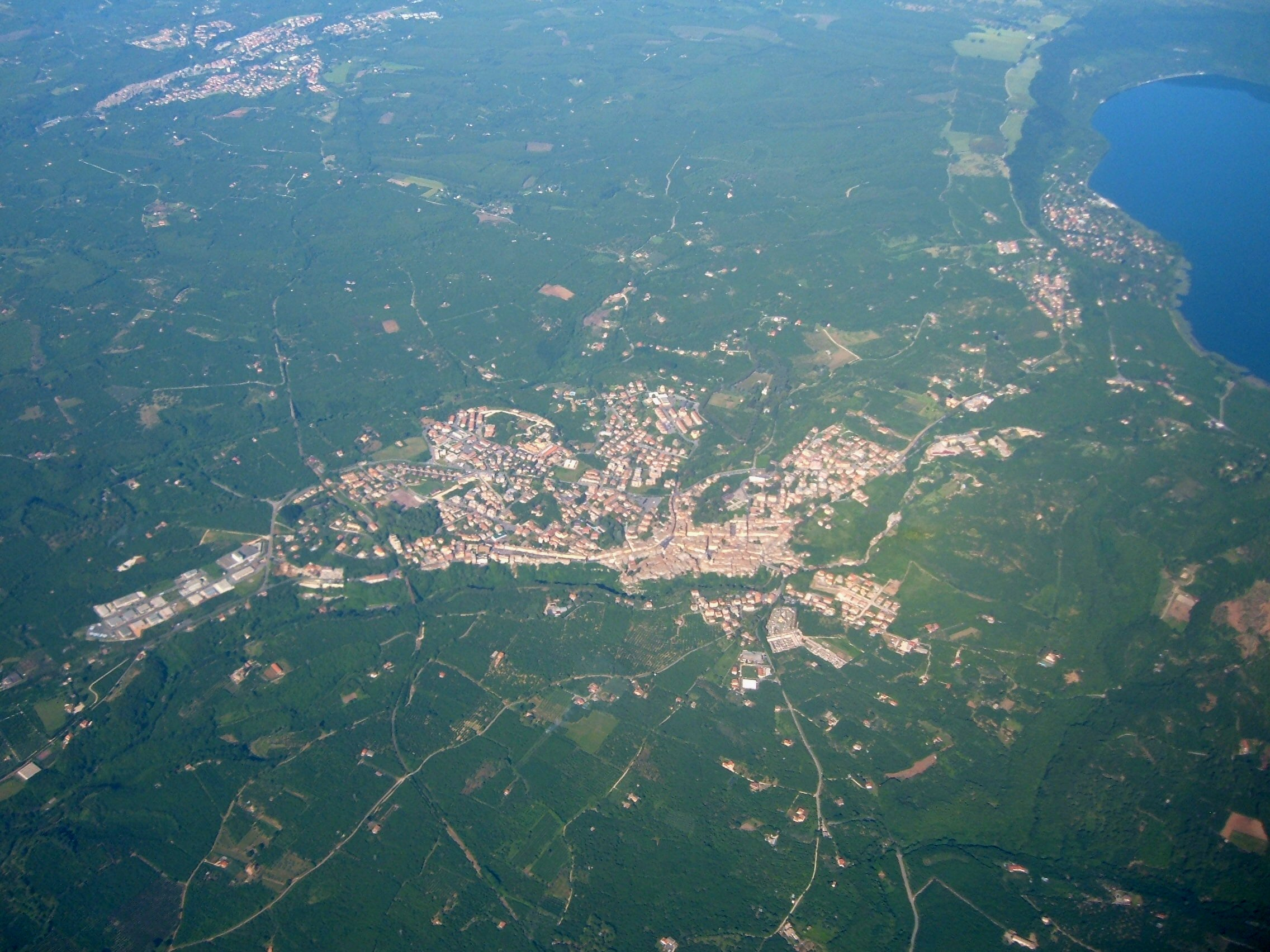
Vista aerea di Ronciglione, a destra il lago di Vico

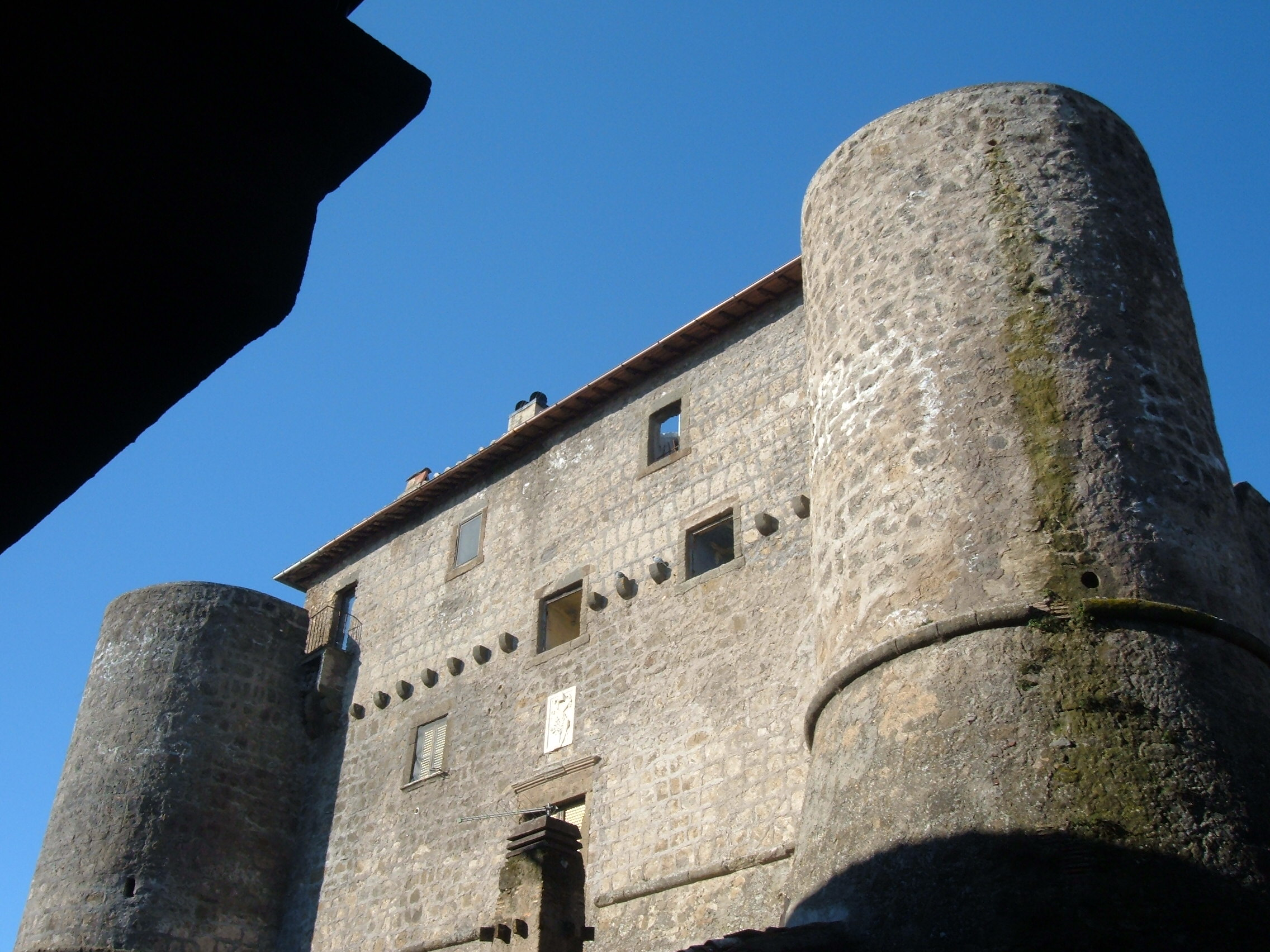
La rocca

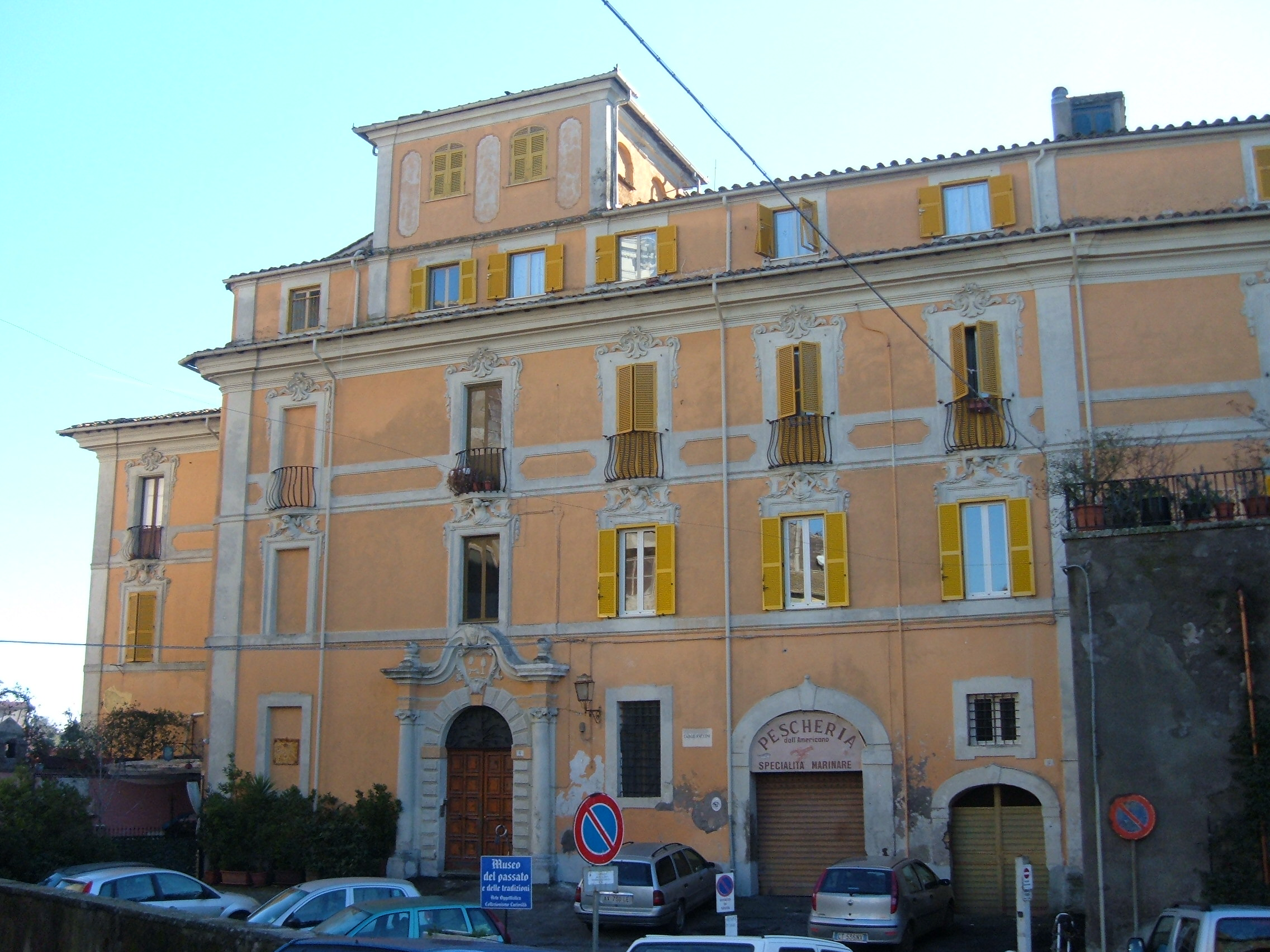
Palazzo Faccini

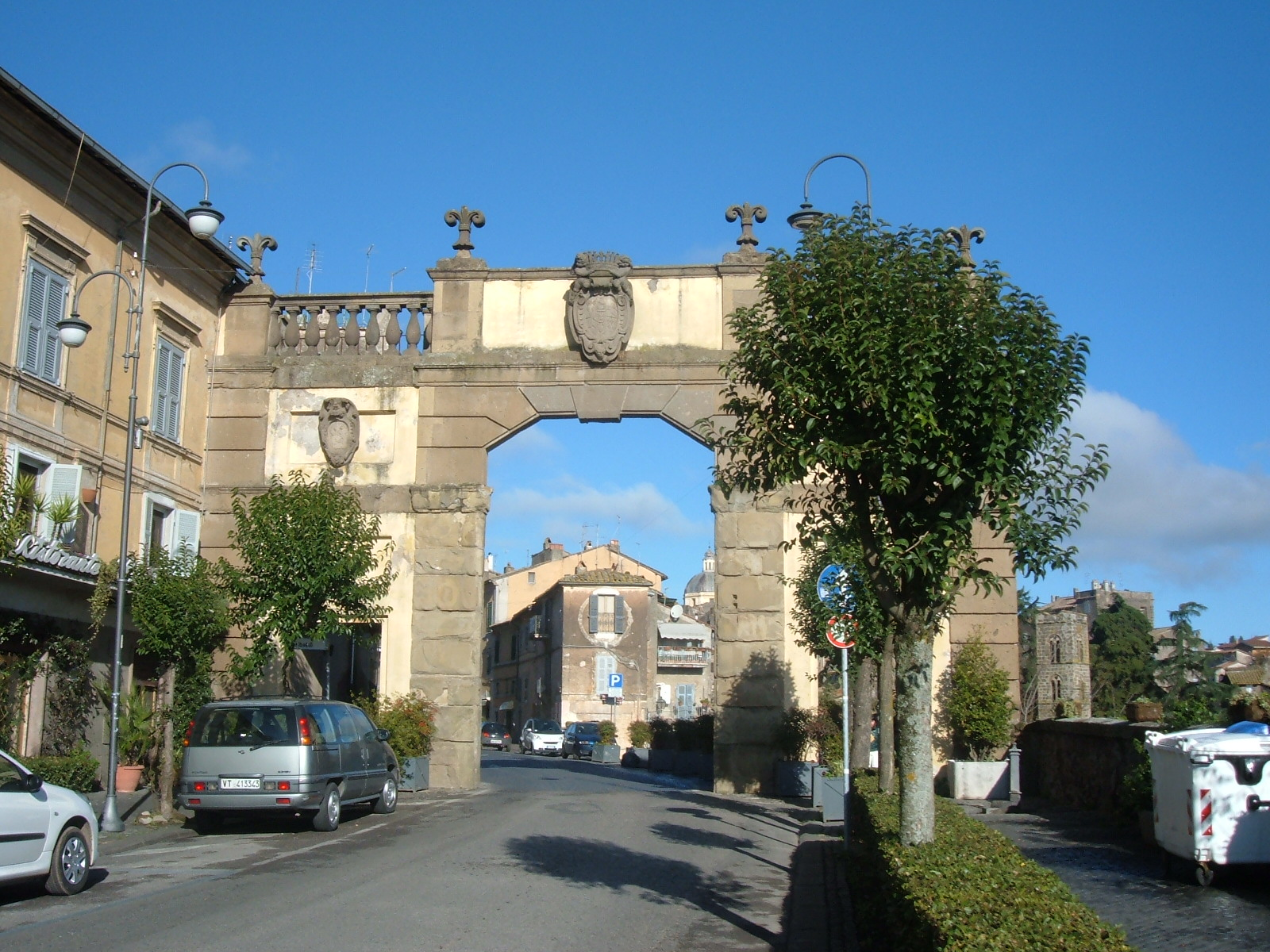
Porta Romana

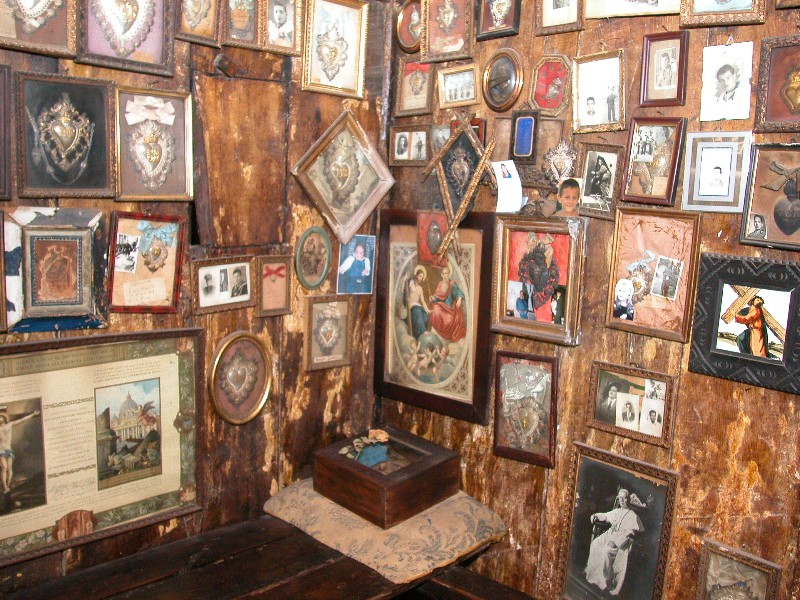
Particolare della teca con il calco del volto della venerabile Mariangela Virgili

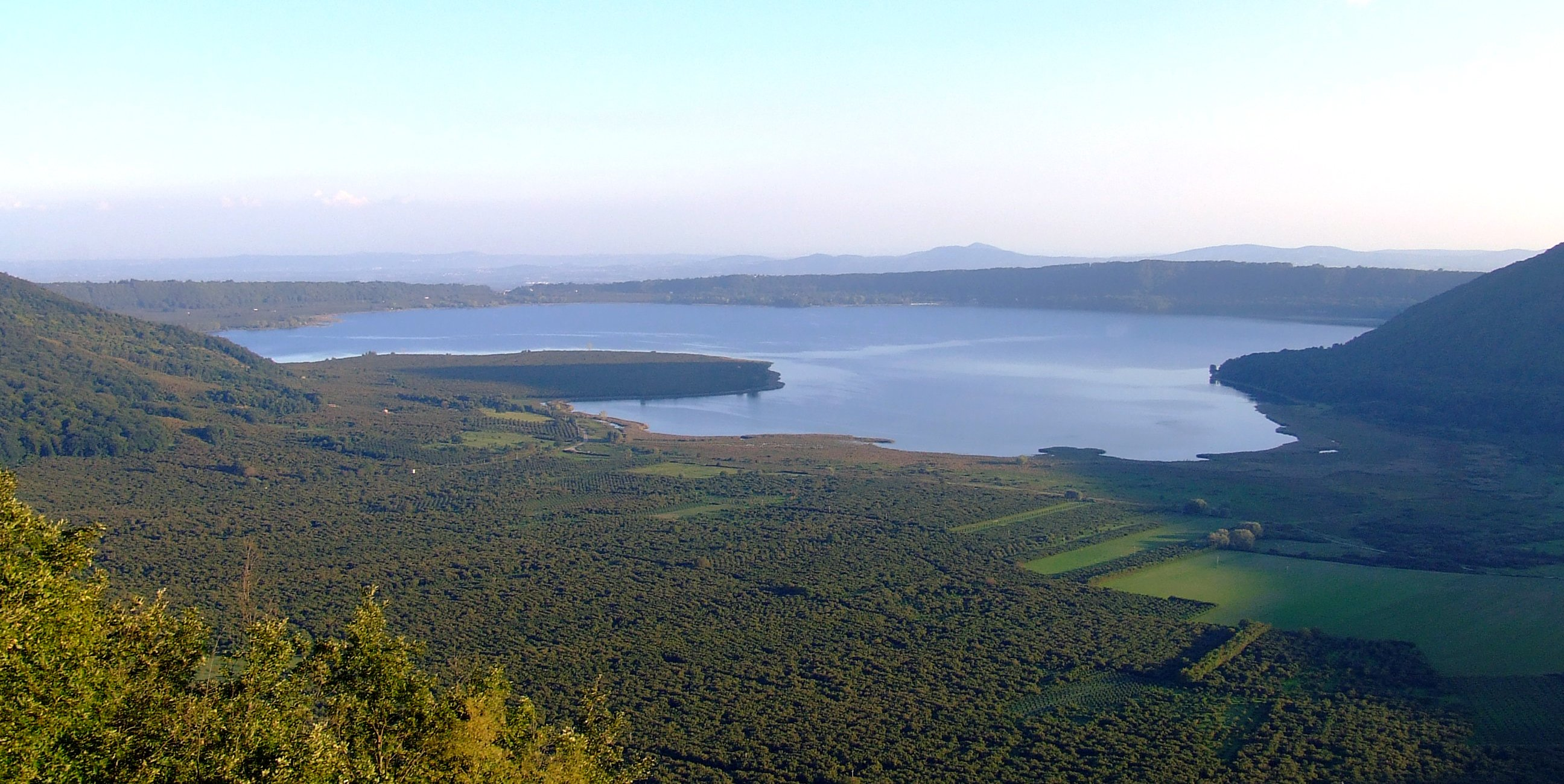
Una vista panoramica del Lago di Vico

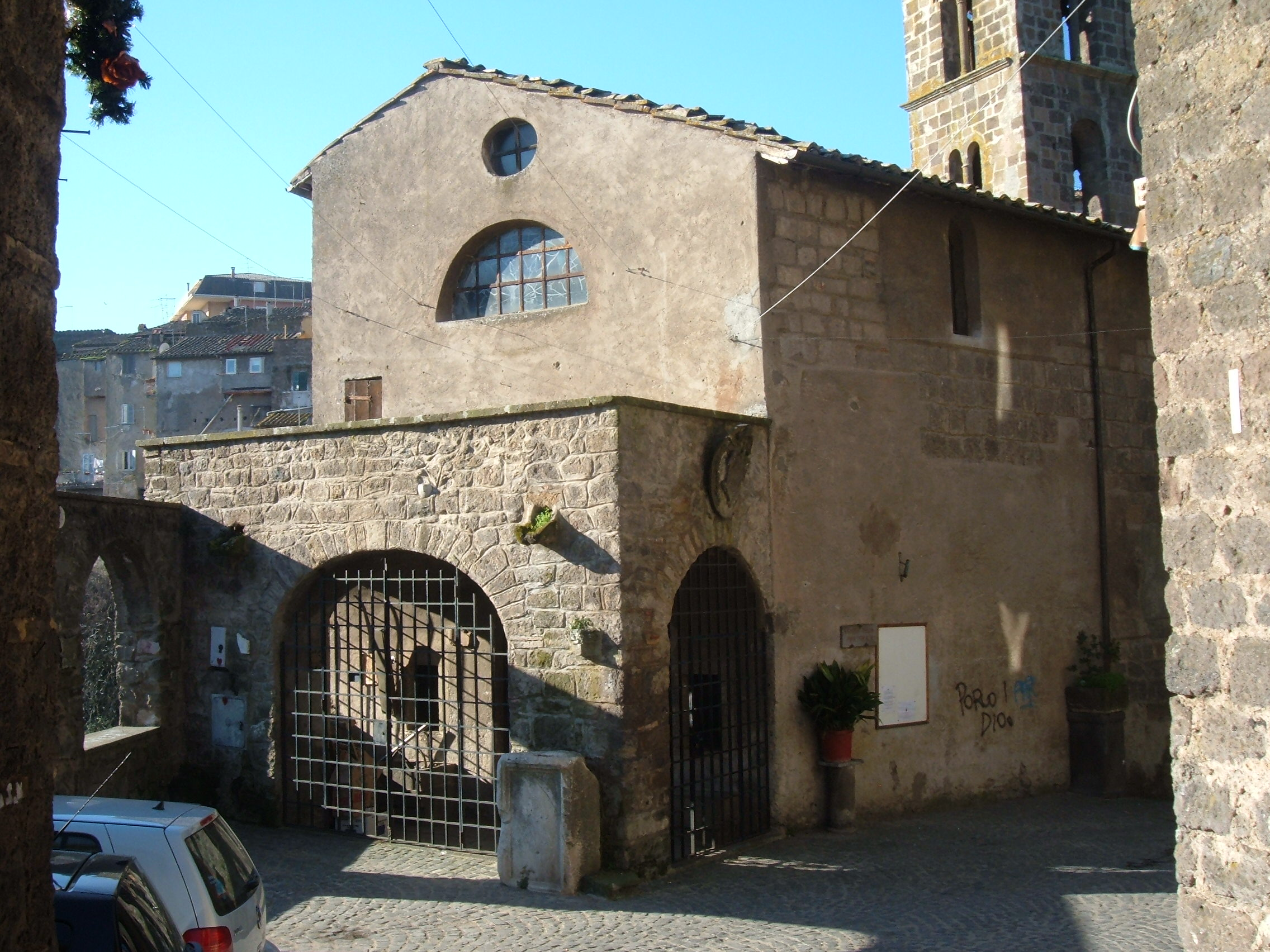
Santa Maria della Provvidenza

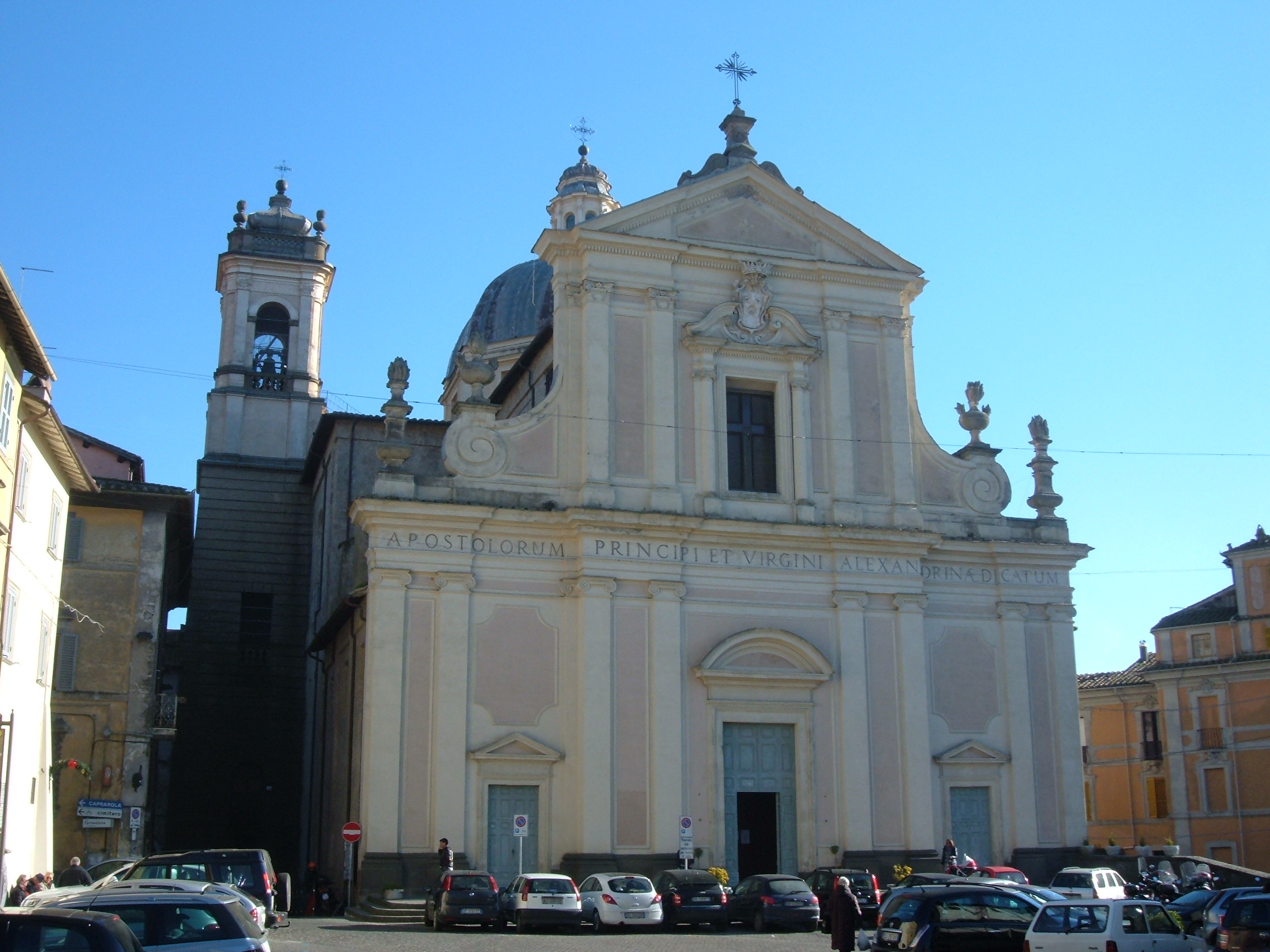
Duomo

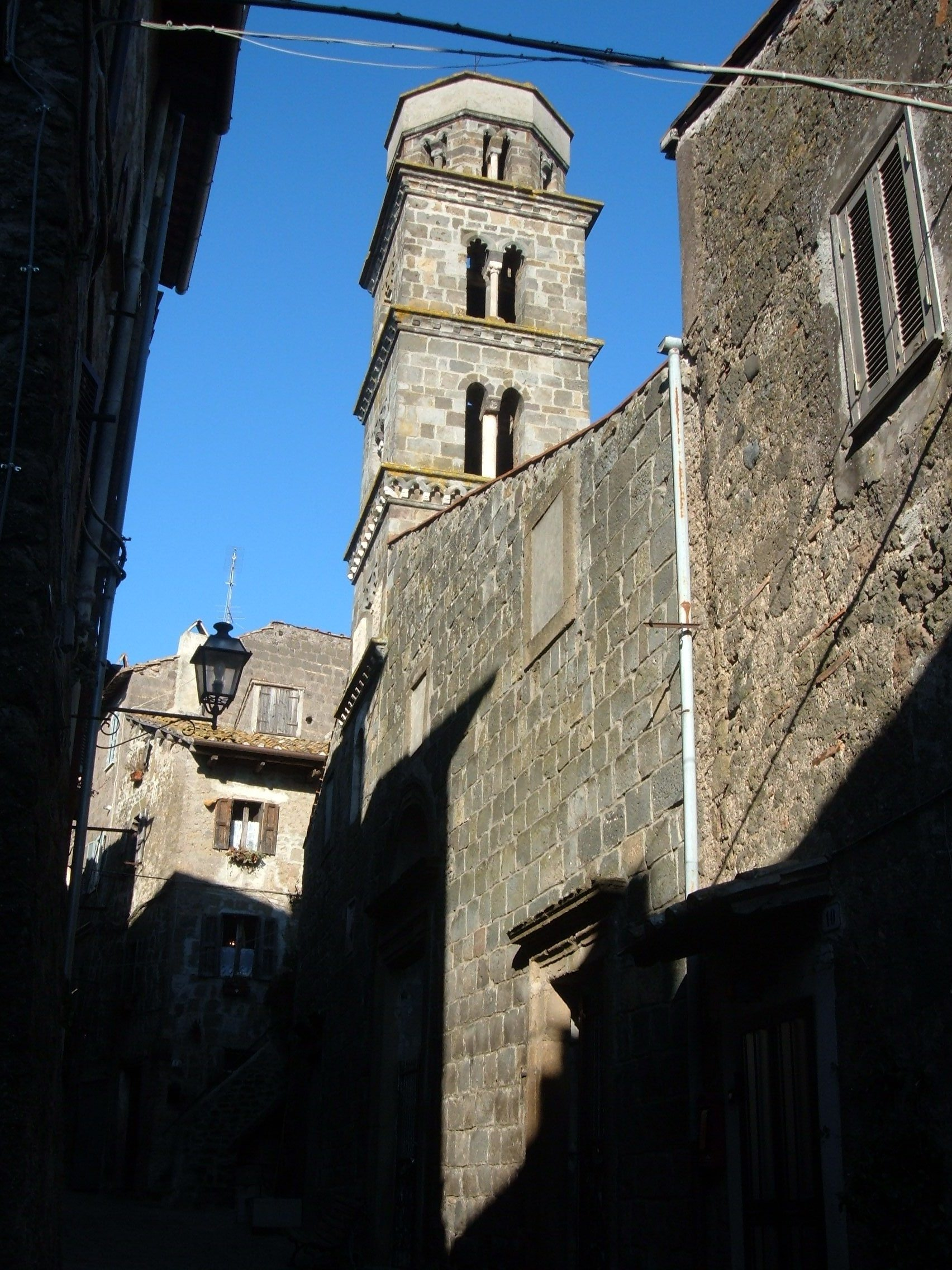
Sant'Andrea

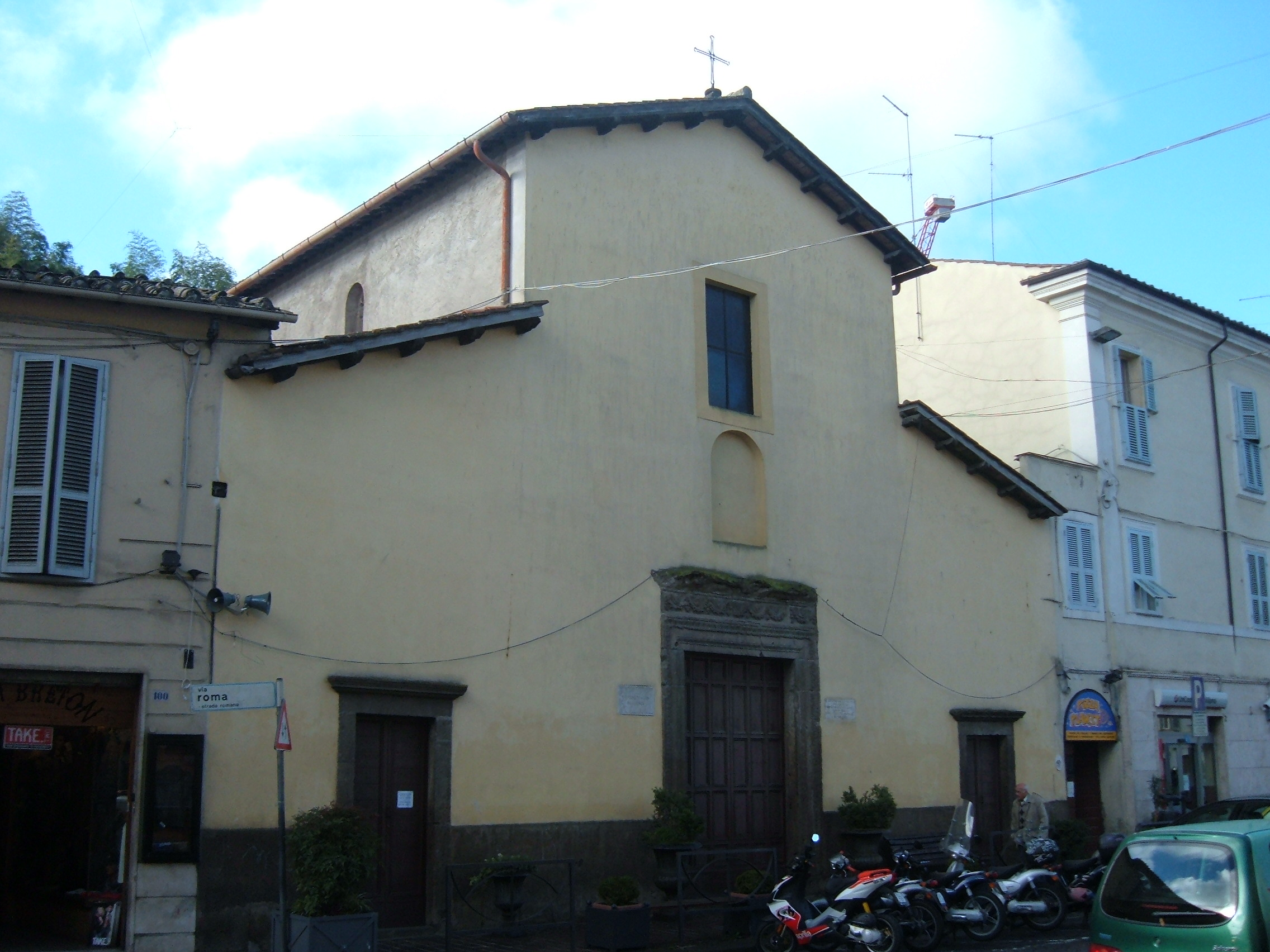
San Sebastiano

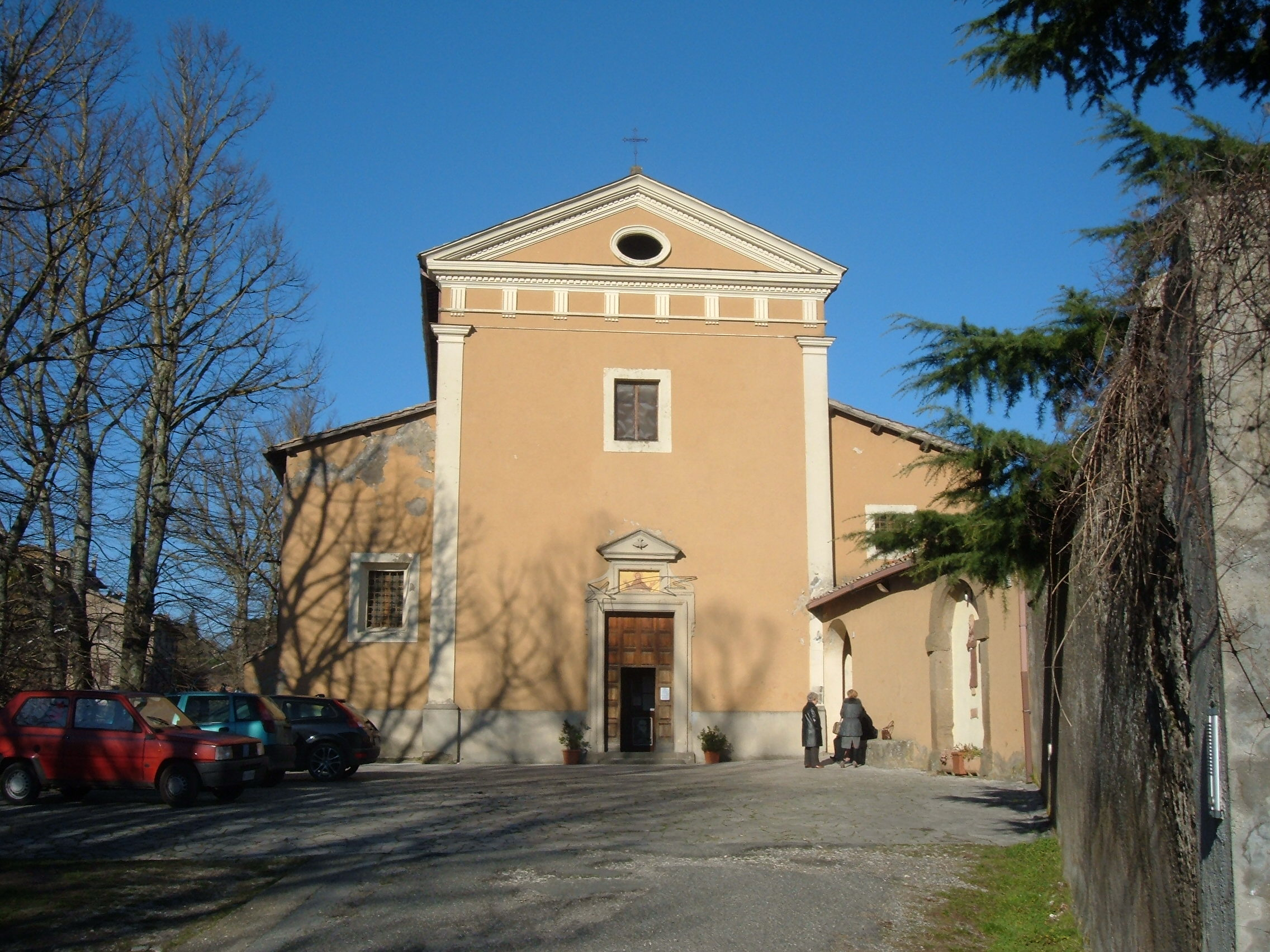
Chiesa dei Cappuccini

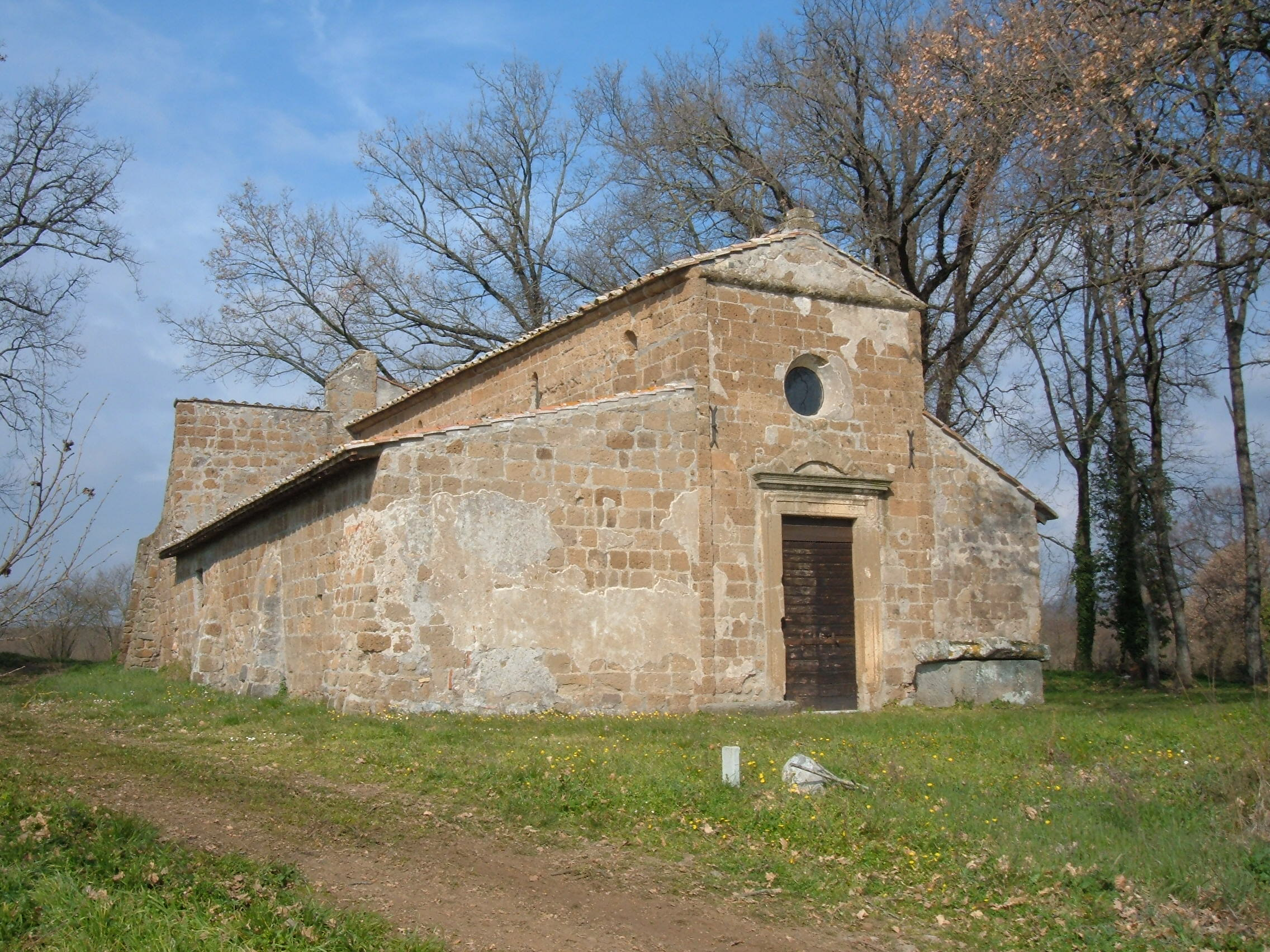
Chiesa di Sant'Eusebio

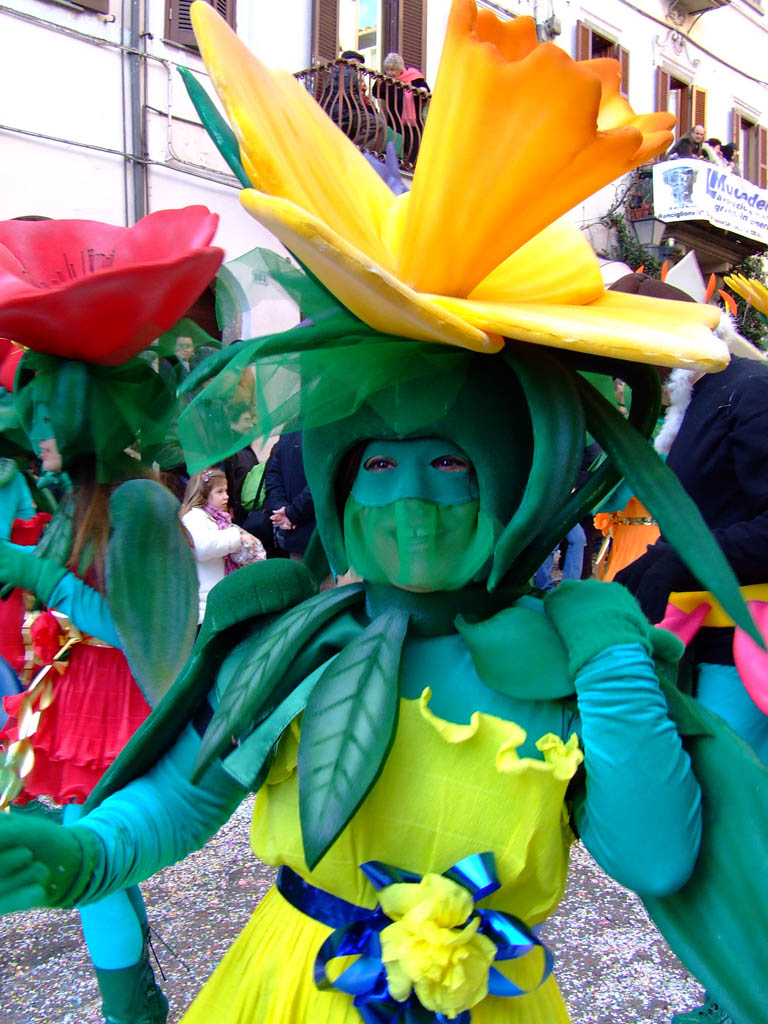
Una maschera del carnevale di Ronciglione

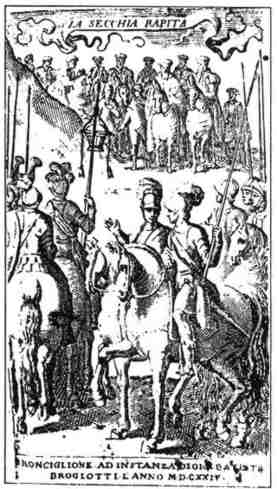
Copertina della prima stampa della Secchia rapita del Tassoni, stampata nelle cartiere di Ronciglione nel 1624

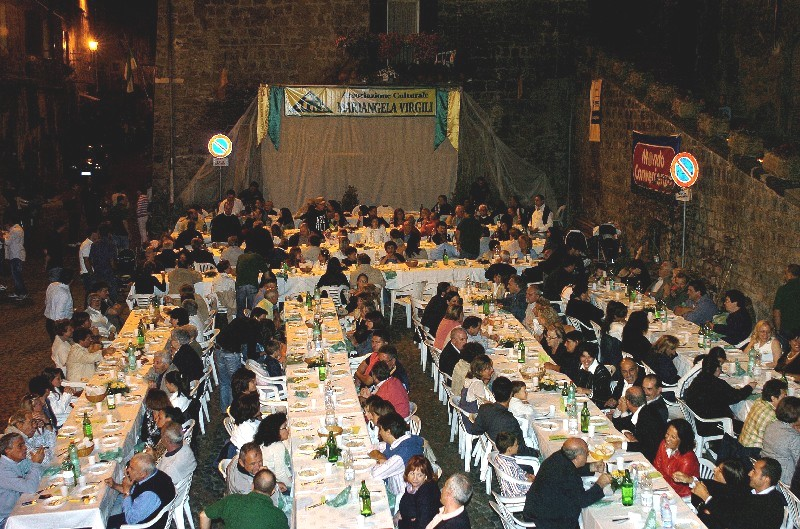
Immagine della festa di S. Maria della Provvidenza

## Geografia fisica

### Territorio
Posizionata sulle alture meridionali dei Monti Cimini, la parte medioevale di Ronciglione sorge su un grosso ciglione tufaceo, posto alla confluenza di due corsi d'acqua, il Rio Vicano, emissario del Lago di Vico, e il Fosso Chianello che, dopo le colmate farnesiane del XVI secolo, ora scorre sotterraneo. Le colmate dei Farnese hanno permesso lo sviluppo rinascimentale e moderno della cittadina su un secondo sperone tufaceo. Sul territorio comunale si erge il monte Fogliano.

## Storia
Alla primitiva Ronciglione si aveva accesso da Porta Castello, presso Piazza dell'Olmo e da Ponte delle Tavole e Porta Pèntoma sotto la Torre-Campanile della Provvidenza.
Il documento più antico nel quale si trova citato il nome di Ronciglione, risale al 1103.
Cipriano Manente, storico orvietano del XVI secolo, pone come data approssimativa di fondazione (nel caso, si tratterebbe di rifondazione sopra le antiche rovine) l'anno 1045 per intervento dei prefetti di Vico che dominarono la "Valle Tiberina... et il Lago di Vico".
Nel 1526 Ronciglione venne in possesso dei Farnese e sotto la loro avveduta signoria visse il periodo di maggior sviluppo e splendore (1526-1649). Era una contea sotto le dipendenze del ducato di Castro.
Nel periodo precedente ai decreti di espulsione della fine del XVI secolo, Ronciglione fu sede di una piccola comunità ebraica, attestata nel vecchio borgo dall'indicazione toponomastica vicolo del ghetto..
Fu un centro economicamente avanzato per il vasto apparato manifatturiero: ferriere, ramiere, cartiere, ceramiche, armerie, stamperie ecc. ed ebbe una vivacità culturale legata a varie Accademie (Desiderosi, Cimina, Arcadico Cimina, Erculea Cimina etc.) e tipografie dove furono stampati fra l'altro la prima edizione italiana della Secchia Rapita del Tassoni (1624) e dell'Aminta del Tasso. Nel 1728 Papa Benedetto XIII eresse Ronciglione Città.
Il secolo XVIII si chiuse drammaticamente con i moti antifrancesi, durante la prima Repubblica romana del 1798-1799.
L'incendio, appiccato dalle truppe francesi del Generale Valterre, divampò dal 28 al 30 luglio 1799 e distrusse 174 edifici e tutto l'Archivio Storico.
Durante la seconda guerra mondiale fu bombardata il 5 giugno 1944, tale evento provocò la morte di 300 persone e numerosi feriti.

### Simboli
Lo stemma e il gonfalone sono stati riconosciuti con decreto del capo del governo del 6 novembre 1937.
Lo stemma rappresenta due leoni d'oro affrontati che reggono un roncio, o roncola, d'argento. Il gonfalone è un drappo di azzurro.

### Onorificenze
- Medaglia di bronzo al valor civile per il bombardamento del 5 giugno 1944.

## Monumenti e luoghi d'interesse

### Architetture religiose

#### Chiesa di Santa Maria della Provvidenza
Costruita sul ciglio di un burrone ai margini del borgo medioevale nell'XI secolo, era originariamente conosciuta come Sant'Andrea, acquisì l'attuale nome nel 1742, quando, durante un ingente restauro dovuto al cedimento della rupe su cui poggia, venne ritrovato un importante affresco raffigurante una Madonna con Bambino, poiché, terminati i fondi per il restauro, questo ritrovamento permise al parroco di ricevere nuovi fondi per il continuo dei lavori, venne definito come una provvidenza e posto sull'altare maggiore, diede il nome a tutta la chiesa.

#### Chiesa di Sant'Eusebio
A un paio di chilometri, lungo la strada per Roma, si intravede la chiesetta romanica di Sant'Eusebio risalente al VII secolo: nell'interno (a tre navate con colonne sormontate da arcaici capitelli) si conservano alcuni affreschi, tra cui l'Ultima Cena (forse del XII secolo), Redentore benedicente tra gli evangelisti (XIII secolo) e una quattrocentesca Madonna col Bambino tra i santi Eusebio e Stefano (aggiunte nel XVII secolo).

#### Duomo (Santi Pietro e Caterina)
Il duomo, dedicato ai santi Pietro e Caterina, grande e maestoso, fu costruito nel 1671 su disegno del Rainaldi. In esso sono custodite numerose opere d'arte tra le quali spicca l'altare sinistro, realizzato con marmi policromi e ornato da una pala di Giuseppe Ghezzi raffigurante la Madonna del Rosario.
Pregevole, infine, un trittico quattrocentesco di Gabriele di Francesco raffigurante il Santo Salvatore benedicente e posto sull'altare destro.

#### Chiesa di Sant'Andrea
Realizzata, probabilmente sulla base di un'antica chiesa detta San Leonardo, nel XII secolo in stile gotico, attualmente rimangono visibili solo dei frammenti di colonne e capitelli marmorei, la struttura esterna e il campanile fatto erigere dal conte Everso degli Anguillara nel 1436 per mano del maestro Galasto. È composto da piani con finestre in successione monofore, bifore e trifore e da un ultimo piano a pianta ottagonale, sulla porzione di facciata della chiesa ancora presente, composta da pietre a vista, è visibile lo stemma degli Anguillara.

#### Chiesa di Santa Maria della Pace
Iniziata nel 1581 su richiesta del Cardinale Alessandro Farnese costruita dal Vignola. Ospita la parrocchia di Sant'Andrea, all'interno, a navata unica, si trovano il quattrocentesco affresco con la Madonna col Bambino e il tabernacolo in marmo bianco.

### Architetture civili

#### La Rocca ("I Torrioni")
Eretta nel medioevo dai Prefetti di Vico a guardia dell'unico accesso naturale alla città, nei secoli successivi mutò spesso proprietà, destinazione e forma. Fu appannaggio dei Conti degli Anguillara, dei Della Rovere e dei Farnese dal 1526 al 1649, sotto la proprietà dei Della Rovere la rocca subì i maggiori cambiamenti, in particolare tra il 1475 e il 1480 con la ristrutturazione voluta da papa Sisto IV ed affidata all'architetto fiorentino Giovanni Dolci che vi aggiunse il mastio circolare e le quattro torri fortificate agli angoli, che tra l'altro diedero al castello l'attuale nome popolare "I Torrioni".
Vi soggiornarono eminentissimi personaggi tra i quali papa Sisto IV e papa Paolo III, ma andò poi, nel 1649, in mano alla Santa Sede, che la cedette nel 1756 al genovese Girolamo Marè, il quale, pur impegnandosi alla sua conservazione ed all'abbellimento, la lasciò allo stato di abbandono.

#### Palazzo Comunale
Terminato nel 1552, nel 1744 venne ristrutturato e vi fu aggiunto un orologio disegnato dall'architetto Sebastiano Cipriani, dal 1816 è sede dell'amministrazione comunale, che precedentemente trovava spazio in un palazzo medioevale. Al suo interno vi è custodito un sarcofago romano.

#### Fontana Grande o degli Unicorni
Attribuita popolarmente al Vignola (architetto del Palazzo Farnese della vicina Caprarola, in realtà fu anch'essa commissionata dal cardinale Alessandro Farnese, che fece erigere anche il Palazzo Farnese), ma all'architetto Antonio Gentili da Faenza.
Costruita in pietra arenaria, presenta tre unicorni (spesso chiamati "cavalli marini") dalla cui bocca sgorga l'acqua che va a riempire le due vasche sottostanti.

#### Porta Romana
Costruita nel 1618 per volontà del cardinale Odoardo Farnese dal Vignola attualmente divide il centro storico della cittadina dalla zona sud, è stata spesso oggetto di modifiche, nel 1857 ad esempio venne aggiunta sulla sommità una torretta munita di orologio che venne poi rimossa nel 1954 per alleggerire il carico sulla struttura.

#### Casa museo della venerabile Mariangela Virgili
Si tratta della casa, ora trasformata in museo dai fedeli di Mariangela Virgili, terziaria carmelitana dell'Antica Osservanza, sulla cui persona è in corso un processo di beatificazione.
Il palazzo dei Virgili, posto nell'angolo più caratteristico di piazza degli Angeli, nel borgo medioevale, con lo stemma gentilizio sul frontale del portone d'ingresso, con il finestrone rinascimentale, i residui più antichi di una bifora e di una scalea, è uno dei monumenti più interessanti del centro storico di Ronciglione.
Nel Seicento la famiglia Virgili era decaduta e il secondo piano del palazzo era abitato dalla famiglia della venerabile. Esiste ancora la cella (= recinto di legno) dove essa visse e morì. Nella sua casa le pareti sono ricoperte di un'insolita tappezzeria: si possono, infatti, ammirare svariate centinaia di ex voto in argento che rappresentano cuori, occhi ed altre parti anatomiche; poi tavolette e tele votive, album con fotografie di gente comune e di soldati di tutte le guerre, compresi quelli degli attuali contingenti in missione di pace.
Dei numerosi registri, con le firme e le dediche dei visitatori, per alcune vicissitudini oggi ne rimangono solo cinque. Il più antico risale all'anno 1910.

#### Museo della vecchia ferriera
Museo a tema ambientato nella più vecchia ferriera del paese.
Museo della Tipografia e Stampa

### Aree naturali

#### Lago di Vico
Di grande interesse naturalistico, posizionato a nord di Ronciglione, il lago di Vico è probabilmente il meglio conservato tra i grandi laghi italiani di origine vulcanica, oltre ad essere il più alto d'Italia sul livello del mare. Incluso tra le aree di particolare valore naturalistico del Lazio, tra i biotopi di rilevante interesse vegetazionale in Italia e parte della Riserva naturale del lago di Vico, consente lo sviluppo della vita di numerose e rare specie animali.
Formatosi dal riempimento di un cratere vulcanico si è vista dimezzata la superficie in epoca etrusca con la costruzione di un canale sotterraneo che, attraversando la montagna e gettando le acque del lago nel vallone formando il rio Vicano, ha permesso di rendere fertile un grande territorio.

## Società

### Evoluzione demografica
Abitanti censiti

### Etnie e minoranze straniere
Al 31 dicembre 2022 la popolazione straniera è di 1 002 abitanti, pari all'11,25% dei residenti.

### Tradizioni e folclore

#### Carnevale di Ronciglione
Nato dalla tradizione del carnevale romano rinascimentale e barocco, il carnevale di Ronciglione rievoca nei suoi spettacoli gran parte della storia e della tradizione della cittadina. Dal teatro tradizionale alla cavalcata degli ussari che rivive una storica cavalcata dei soldati francesi del XIX secolo per le vie del paese.
Viene considerato tra i 10 carnevali più belli d'Italia.

#### Corse a Vuoto
A Ronciglione viene corso annualmente il Palio Città di Ronciglione. Questa manifestazione viene anche comunemente chiamata corsa a vuoto, ovvero senza fantino.
Analogamente al Palio di Siena, le corse assumono il carattere di una disputa stracittadina. I nove rioni della città presentano ciascuno due cavalli, che si contendono il palio in due giorni di corse. Il primo giorno i diciotto cavalli corrono in tre "carriere" (batterie) separate, da sei cavalli ciascuna: i primi due di ogni batteria  si sfideranno il secondo giorno, nella batteria finale da sei cavalli, il terzo e il quarto classificato di ogni batteria, daranno vita alla finale di consolazione.
I cavalli corrono scossi, ossia senza fantino, lungo le vie rinascimentali del paese, su un percorso in terra battuta, a norma con le leggi vigenti di tutela degli animali, oltrepassando una stretta porta, la curva del Gricio, considerata particolarmente spettacolare, e la faticosa salita di Montecavallo. I cavalli vengono allenati per tutto l'anno dai nove Rioni rivali.
La festa paesana si svolge in estate, in prossimità della festa del Santo Patrono, alle volte viene anticipata per necessità organizzative.

#### Festa di Santa Maria della Provvidenza
Le origini del nome e della festa di Santa Maria della Provvidenza si riallacciano ad un episodio accaduto nel 1742 e del quale fu protagonista padre Angelo Ferretti, nipote della venerabile Mariangela Virgili, che, ricordandosi di una profezia della zia, dopo la morte di questa, aveva intrapreso il restauro della chiesa crollata. Persuaso di trovare il "tesoro", di cui la zia aveva parlato, il 9 giugno sotto il piccone dei muratori invece di oro e argento fu scoperta un'antica immagine affrescata della Madonna. Capì allora che di questo "tesoro" parlava la zia e, per la gioia, incominciò a gridare "Provvidenza, Provvidenza" tanto da far accorrere tutta la gente del borgo. Da quel giorno la chiesa fu chiamata Santa Maria della Provvidenza o Madonna della Provvidenza. Era il 9 giugno 1742, come si legge su di un cippo venuto alla luce nel 1955. Da allora, nella prima domenica di giugno, per festeggiare l'avvenimento, in tutte le famiglie dei borghi si consuma un pasto a base dì gnocchi di patate. Di tutte queste notizie troviamo riscontro leggendo la vita della venerabile Mariangela Virgili, nata e vissuta a Ronciglione dal 1661 al 1734.
Nel corso degli anni, la data della festa fu spostata varie volte fino ad arrivare alla prima domenica di agosto. A gestire la festa è, da sempre, la Confraternita di S. Maria della Provvidenza che, sotto la guida del governatore, Carlo Trappolini, crebbe d'importanza e di prestigio. Suo successore fu Oreste Marini, detto Sandro. Egli dette ulteriore impulso alla manifestazione e cominciò a far gustare gli gnocchi di patate alla gente che partecipava alla festa. È così che è nata la "Gnoccata". Oggi a curare i festeggiamenti, che durano cinque giorni, oltre alla Confraternita c'è l'Associazione Culturale Mariangela Virgili che, con le manifestazioni culturali, popolari, artistiche e sportive, ha dato alla festa una risonanza nazionale.

## Cultura
Film e serie televisive girate a Ronciglione:

### Cinema
- La corona di ferro (1941)
- Cinque poveri in automobile (1952)
- La carovana del peccato (1953)
- La rossa (1955)
- Lo scapolo (1955)
- Il cavaliere dai cento volti (1960)
- Le avventure di Mary Read (1961)
- Un giorno da leoni (1961)
- Il mantenuto (1961)
- Il terrore dei mari (1961)
- Duello nella Sila (1962)
- Golia e il cavaliere mascherato (1963)
- L'invincibile cavaliere mascherato (1963)
- La ragazza di Bube (1963)
- L'armata Brancaleone (1966)
- I sovversivi (1967)
- Il figlio di Aquila Nera (1968)
- Straziami ma di baci saziami (1968)
- Zorro alla corte d'Inghilterra (1969)
- Il brigadiere Pasquale Zagaria ama la mamma e la polizia (1973)
- Storie scellerate (1973)
- Quel maledetto treno blindato (1978)
- Io tigro, tu tigri, egli tigra (1978)
- L'importante è non farsi notare (1979)
- La gemella erotica (1980)
- I ragazzi di via Panisperna (1988)
- Storia di ragazzi e di ragazze (1989)
- Ritorno dalla morte - Frankenstein 2000 (1992)
- Cominciò tutto per caso (1993)
- Una pura formalità (1994)
- Le nuove comiche (1994)
- La vita è bella (1997)
- Un tè con Mussolini (1999)
- Alex l'ariete (2000)
- Capitani d'aprile (2000)
- Un viaggio chiamato amore (2002)
- I tre volti del terrore (2004)
- Romanzo criminale (2005)
- Baciami piccina (2006)
- Seta (2007)
- La canarina assassinata (2008)
- Il volo di Dio (2009)
- Colpi di fortuna (2013)
- Gli ultimi saranno ultimi (2015)
- Questi giorni (2016)
- The Executrix (2017)
- Lettera H (2019)
- Gli anni più belli (2020)
- Dillo al mare (2020)
- Mixed by Erry (2023)
- La lunga notte dei morti (2023)

### Televisione
- Le avventure di Pinocchio - Miniserie Tv (1972)
- Mio figlio non sa leggere - Film Tv (1984)
- Cuore - Miniserie Tv (1984)
- Classe di ferro - Serie Tv (1989-1991)
- Marcinelle - Miniserie Tv (2003)
- Questa è la mia terra - Serie Tv (2006)
- Gino Bartali - L'intramontabile - Miniserie Tv (2006)
- Back to the War Zone - Documentario cortometraggio, (2008)
- Miacarabefana.it - Film Tv (2009)
- Il volo di Dio - Film Tv (2009)
- Edda Ciano e il comunista - Film Tv (2011)
- Francesco - Miniserie Tv (2014)
- A testa alta - I martiri di Fiesole - Film Tv (2014)[19]
- Il bosco - Miniserie Tv (2015)
- Le tre rose di Eva (terza stagione) - Serie Tv (2015)
- Non dirlo al mio capo - Serie Tv (2018)
- Diavoli - Serie Tv, episodio 2x06 (2022)

### Videoclip
- Muhammad Ali - Marco Mengoni (2019)

### Riconoscimenti
Nel 2023 Ronciglione ha vinto il premio "Borgo dei borghi" assegnato al borgo più bello d'Italia, votato da una giuria di esperti e dal pubblico.

## Economia
Storicamente basata sull'industria, in particolare sulla lavorazione dei metalli e della carta, l'economia del Comune nell'ultimo secolo ha visto decadere questo settore, trasformando, in parte, la propria fisionomia economica ed indirizzandosi principalmente verso l'agricoltura e il turismo, in particolare giornaliero.
Di seguito la tabella storica elaborata dall'Istat a tema Unità locali, intesa come numero di imprese attive, ed addetti, intesi come numero addetti delle unità locali delle imprese attive (valori medi annui).
|             | 2015                  |                              |                            |                |                       |                     | 2014                  |                | 2013                  |                |
| ----------- | --------------------- | ---------------------------- | -------------------------- | -------------- | --------------------- | ------------------- | --------------------- | -------------- | --------------------- | -------------- |
|             | Numero imprese attive | % Provinciale Imprese attive | % Regionale Imprese attive | Numero addetti | % Provinciale Addetti | % Regionale Addetti | Numero imprese attive | Numero addetti | Numero imprese attive | Numero addetti |
| Ronciglione | 638                   | 2,73%                        | 0,14%                      | 1 325          | 2,23%                 | 0,09%               | 664                   | 1 322          | 676                   | 1 326          |
| Viterbo     | 23 371                |                              | 5,13%                      | 59 399         |                       | 3,86%               | 23 658                | 59 741         | 24 131                | 61 493         |
| Lazio       | 455 591               |                              |                            | 1 539 359      |                       |                     | 457 686               | 1 510 459      | 464 094               | 1 525 471      |

Nel 2015 le 638 imprese operanti nel territorio comunale, che rappresentavano il 2,73% del totale provinciale (23 371 imprese attive), hanno occupato 1 325 addetti, il 2,23% del dato provinciale (59 399 addetti); in media, ogni impresa nel 2015 ha occupato due persone (2,08).

### Agricoltura
Pur essendo concentrata nella coltivazione della nocciola romana e della castagna, l'agricoltura comprende anche la produzione di uva e di olive, nonché quella di ortaggi.

#### Nocciola romana
L'agricoltura ronciglionese ha investito principalmente nella coltivazione della classica nocciola romana inclusa, con il D.M. del 22 luglio 2004, nell'elenco nazionale dei "prodotti agroalimentari tradizionali" e in attesa della certificazione DOP. Nel comprensorio della nocciola romana, che comprende anche alcuni comuni limitrofi, ben ventimila ettari vengono adibiti a questa coltura.

### Artigianato
Tra le attività economiche più tradizionali, diffuse e rinomate vi sono quelle artigianali, come la lavorazione del rame finalizzata a scopi artistici.

### Turismo
Avvantaggiato dalla vicinanza a Roma, Ronciglione basa buona parte della propria economia sul turismo domenicale e non solo, che ha saputo incentivare grazie anche all'incremento dell'offerta gastronomica e culturale. Durante l'estate si aggiunge anche un turismo balneare ricercato, che trova nel Lago di Vico una meta alternativa alle spiagge del litorale romano.

## Infrastrutture e trasporti

### Strade
Ronciglione è posta sulla strada provinciale 1 Cimina, anche nota come Cassia Cimina, una variante della via Cassia che passa attraverso i monti Cimini, a mezz'ora di auto dal Grande Raccordo Anulare di Roma e a qualche minuto dalla Cassia.
Attraverso la strada provinciale Cimina si raggiunge Viterbo e il raccordo autostradale Civitavecchia-Orte che congiungerà l'autostrada A12 Roma-Civitavecchia e l'Autostrada del Sole (attualmente esiste solo il tratto Cinelli-Orte).
Inoltre tramite la strada provinciale 35 Ronciglionese è collegata a Caprarola e Capranica, e tramite la strada provinciale 83 Beccacceto è collegata a Sutri.

### Ferrovie
Nel comune di Ronciglione è presente una stazione ferroviaria della linea Civitavecchia-Capranica-Orte, inaugurata nel 1928 e chiusa dal 1995. Esiste un comitato per la riapertura della linea, che negli ultimi vent'anni è stata usata esclusivamente come set cinematografico e per effettuare trasporti di materiale ferroviario destinato alla Ferrovia Roma-Civitacastellana-Viterbo, collegata tramite raccordo ferroviario alla CCO collocato nella stazione di Fabrica di Roma.
La stazione di Ronciglione è collocata lungo la Ferrovia Civitavecchia-Capranica-Orte a 9 km dalla stazione di Capranica-Sutri, sulla Ferrovia Roma-Capranica-Viterbo, a circa 14 km dalla stazione di Fabrica di Roma, sulla Ferrovia Roma-Civitacastellana-Viterbo, e a circa 35 km dalla Stazione di Orte, sulla Ferrovia Roma-Firenze. A pochi metri dalla stazione è presente il ponte di Ronciglione realizzato in ferro ad arco nel 1928.

### Mobilità extraurbana
I bus COTRAL collegano Ronciglione con Roma Saxa Rubra, Viterbo, Monterosi, Sutri, Bassano Romano, Fabrica di Roma, Caprarola, Capranica, Carbognano e Civita Castellana.

## Amministrazione
Nel 1927, a seguito del riordino delle circoscrizioni provinciali stabilito dal regio decreto n. 1 del 2 gennaio 1927, per volontà del governo fascista, quando venne istituita la provincia di Viterbo, Ronciglione passò dalla provincia di Roma a quella di Viterbo.

### Sindaci
| Periodo          | Periodo          | Primo cittadino       | Partito                                       | Carica  | Note |
| ---------------- | ---------------- | --------------------- | --------------------------------------------- | ------- | ---- |
| 21 novembre 1993 | 16 novembre 1997 | Antonio Capaldi       | PDS                                           | Sindaco |      |
| 16 novembre 1997 | 26 maggio 2002   | Antonio Capaldi       | centro-sinistra                               | Sindaco |      |
| 27 maggio 2002   | 27 maggio 2007   | Alfredo Bianchini     | centro-sinistra                               | Sindaco |      |
| 28 maggio 2007   | 6 maggio 2012    | Massimo Sangiorgi     | centro-destra                                 | Sindaco |      |
| 7 maggio 2012    | 11 giugno 2017   | Alessandro Giovagnoli | Lista civica Ronciglione Cambia               | Sindaco |      |
| 11 giugno 2017   | 12 giugno 2022   | Mario Mengoni         | Lista civica Insieme Partecipiamo Ronciglione | Sindaco |      |
| 12 giugno 2022   | in carica        | Mario Mengoni         | Lista civica Insieme Partecipiamo Ronciglione | Sindaco |      |

### Altre informazioni amministrative
Fa parte della Comunità Montana dei Cimini e dell'Associazione dei Comuni Italiani sulla via Francigena.

## Sport

### Calcio
- S.S.D. Ronciglione United (colori sociali rosso e nero) che, nel campionato 2019-20, ha militato nel campionato maschile di Promozione.[23]

### Impianti sportivi
- Stadio comunale